# Ragemanunggal
Ragemanunggal is een bestuurslaag in het regentschap Bekasi van de provincie West-Java, Indonesië. Ragemanunggal telt 5030 inwoners (volkstelling 2010).